# アマドウ・ディア・バ
アマドウ・ディア＝バ （Amadou Dia Ba、1958年9月22日 - ）は、セネガルの陸上選手である。1988年ソウルオリンピックの銀メダリストである。
1984年ロサンゼルスオリンピックから3大会連続してオリンピックに出場し、ソウルオリンピックでは47秒23の自己ベストを記録して銀メダルを獲得。ディア＝バの銀メダルは、セネガルにとって1964年東京オリンピックの初出場以来、7度目の出場にして初めて獲得したメダルとなった。

## 主な実績
| 年   | 大会                   | 場所                     | 種目          | 結果      | 記録   |
| ---- | ---------------------- | ------------------------ | ------------- | --------- | ------ |
| 1978 | オールアフリカゲームズ | アルジェ(アルジェリア)   | 走高跳        | 3位       | 2m08   |
| 1983 | ユニバーシアード       | エドモントン(カナダ)     | 400 mハードル | 2位       | 49秒94 |
| 1983 | 世界陸上競技選手権大会 | ヘルシンキ(フィンランド) | 400 mハードル | 7位       | 49秒61 |
| 1984 | オリンピック           | ロスアンゼルス(アメリカ) | 400 mハードル | 5位       | 49秒23 |
| 1987 | オールアフリカゲームズ | ナイロビ(ケニア)         | 400 mハードル | 1位       | 48秒03 |
| 1987 | 世界陸上競技選手権大会 | ローマ(イタリア)         | 400 mハードル | 5位       | 48秒37 |
| 1988 | オリンピック           | ソウル（韓国）           | 400 mハードル | 2位       | 47秒23 |
| 1991 | 世界陸上競技選手権大会 | 東京(日本)               | 400 mハードル | 4位（qf） | 49秒77 |
| 1992 | オリンピック           | バルセロナ(スペイン)     | 400 mハードル | 3位（qf） | 49秒47 |

- qfは予選